# Atemptat de Grand-Bassam
L'atemptat de Grand-Bassam va ocórrer el 13 de març de 2016 en un complex hoteler de Grand-Bassam, a Costa d'Ivori. En ell van morir 14 civils, dos militars i els sis perpetradors de l'atac.

## Atac
Sis individus van obrir foc contra les persones presents a la platja de Grand-Bassam, Costa d'Ivori, i els clients de tres hotels, entre ells el Etoile du Sud, amb fusells d'assalt i magranes. Alguns testimonis van informar que els atacants cridaven Allahu akbar.
Hores després de l'atemptat el grup terrorista Al-Qaeda del Magrib Islàmic es va atribuir l'atac, el qual van afirmar va ser realitzat per tres individus. De manera paral·lela el grup yihadista Al Murabitun també es va declarar executor dels fets.
Alassane Ouattara, president de Costa d'Ivori, va confirmar la mort de 14 civils i dos militars en l'atemptat. Igualment, el ministor de l'interior, Hamed Bakayoko, va informar sobre la mort de sis suposats terroristes.

## Reaccions internacionals
- ONU: El Consell de Seguretat de les Nacions Unides va expressar «la seva solidaritat amb Costa d'Ivori i els països de la regió en la seva lluita contra el terrorisme» i va destacar «la necessitat d'intensificar els esforços regionals i internacionals per combatre el terrorisme i a l'extremisme violent, que pot conduir al terrorisme».[4]
- Estats Units: El govern nord-americà va condemnar el fet, qualificant-ho d'«atroç atac».[5]
- França: El president francès, François Hollande, va condemnar l'atac i va expressar la seva solidaritat amb les víctimes i els seus familiars.[6]